# Bilac (kommun)
Bilac är en kommun i Brasilien.   Den ligger i delstaten São Paulo, i den södra delen av landet, 700 km söder om huvudstaden Brasília. Antalet invånare är 7 052.
Följande samhällen finns i Bilac:
- Bilac

Trakten runt Bilac består i huvudsak av gräsmarker. Runt Bilac är det ganska tätbefolkat, med 58 invånare per kvadratkilometer.